# Ruhlsdorfer Bruch
Das Naturschutzgebiet Ruhlsdorfer Bruch liegt auf dem Gebiet der Gemeinde Garzau-Garzin und der Stadt Strausberg im Landkreis Märkisch-Oderland in Brandenburg.
Das rund 162 ha große Gebiet mit der Kenn-Nummer 1125 wurde mit Verordnung vom 1. Oktober 1990 unter Naturschutz gestellt. Das Naturschutzgebiet erstreckt sich nördlich und nordöstlich von Garzin, einem Ortsteil der Gemeinde Garzau-Garzin, und südlich von Ruhlsdorf, einem Wohnplatz des Ortsteils Hohenstein der Stadt Strausberg. Östlich verläuft die B 168 und nördlich die Landesstraße L 34.
Das Gebiet umfasst den Oberlauf des Lichtenower Mühlenfließ mit dem Ruhlsdorfer See und dem Steigsee. Es ist nahezu deckungsgleich mit dem FFH-Gebiet gleichen Namens.